# Mô hình Ramsey-Cass-Koopmans
Mô hình Ramsey- Cass- Koopmans hay còn gọi là mô hình tăng trưởng Ramsey, là một mô hình tăng trưởng kinh tế tân cổ điển được dựa trên kết quả nghiên cứu của Frank P. Ramsey, cùng với sự mở rộng quan trọng của David Cass và Tjalling Koopmans. Mô hình Ramsey khác với mô hình Solow- Swan trong lựa chọn tiêu dùng được xác định cụ thể tại từng thời điểm và giúp nội biến tỉ lệ tiết kiệm. Từ đó, khác với mô hình Solow- Swan, tỉ lệ tiết kiệm có thể không phải là một hằng số trong suốt quá trình chuyển đổi đến trạng thái ổn định lâu dài. Hơn nữa, một kết quả khác của mô hình Ramsey chính là việc mô hình đưa ra kết quả dạng tối ưu Pareto hoặc hiệu quả Pareto.
Ban đầu, Ramsey đặt mô hình dưới dạng một vấn đề trọng tâm trong việc tối đa hóa các cấp độ tiêu dùng qua các đời kế tiếp. Sau đó, phải đến khi được phát triển bởi Cass và Koopmans, mô hình mới miêu tả một cách đầy đủ về một nền kinh tế năng động và phân cấp. Mô hình Ramsey- Cass- Koopmans chỉ được dùng để giải thích sự phát triển kinh tế dài hạn, hơn là phân tích các biến động của chu kỳ kinh doanh và cũng không bao gồm bất cứ nguyên nhân gây rối loạn như sự bất hoàn hảo của thị trường, sự bất đồng của các hộ gia đình cũng như bất kỳ các chấn động ngoại sinh khác. Các nhà nghiên cứu sau đó đã mở rộng mô hình, cho phép xét đến các yếu tố khác như chi tiêu chính phủ (government purchases), các biến việc làm cũng như các nguồn nhiễu loạn khác, hình thành nên lý thuyết chu kỳ kinh doanh thực. 

## Phương trình chính của mô hình

Đồ thị không gian pha (hoặc sơ đồ pha) của mô hình Ramsey. Đường màu xanh đại diện cho sự điều chỉnh động (hoặc yên) của nền kinh tế trong đó tất cả những khó khăn hiện tại trong mô hình đều thỏa mãn Đó là đường dẫn ổn định của hệ thống động lực. Đường màu đỏ đại diện cho đường dẫn động lực được loại trừ bởi điều kiện ngang.

Cũng giống như mô hình Solow-Swan, mô hình Ramsey- Cass- Koopmans bắt đầu với hàm sản xuất tổng hợp, thỏa mãn các điều kiện Inada, thuộc dạng Cobb- Douglas, {\displaystyle F(K,AL)}, với yếu tố vốn {\displaystyle K}, lao động {\displaystyle L}, và kỹ thuật gia tăng lao động {\displaystyle A}. Số lượng lao động tương ứng với số dân trong nền kinh tế, và phát triển với tỷ lệ cố định {\displaystyle n}. Tương tự, trình độ công nghệ phát triển với một tỷ lệ không đổi {\displaystyle g}. Phương trình quan trọng đầu tiên của mô hình Ramsey- Cass- Koopmans chính là luật chuyển động để tích lũy vốn: 
{\displaystyle {\dot {k}}=f(k)-c-(n+g+\delta )k}
Khi đó,  {\displaystyle k} là cường độ vốn (số vốn trên mỗi lao động), {\displaystyle {\dot {k}}} là sự thay đổi vốn trên mỗi lao động theo thời gian ({\displaystyle {\tfrac {dk}{dt}}}), {\displaystyle c}  là mức tiêu thụ của mỗi lao động, {\displaystyle f(k)} là thành quả của mỗi lao động, và {\displaystyle \delta \,} là tỉ lệ khấu hao vốn. Theo các giả định đơn giản hóa mà không bao gồm tốc độ tăng trưởng dân số hay sự gia tăng trình độ công nghệ, phương trình này nói rằng vốn đầu tư, hoặc việc tăng vốn trong bình quân lao động là một phần của đầu ra chưa tiêu thụ, trừ đi tỷ lệ khấu hao vốn. Vốn đầu tư, do đó, cũng giống như các khoản tiết kiệm.
Điều này cũng mang lại một tiềm năng trạng thái ổn định tối ưu của mô hình tăng trưởng, trong đó {\displaystyle {\dot {k}}=0}, giả như không có (thêm) thay đổi cường độ vốn. Bây giờ, người ta đã xác định được trạng thái ổn định mà giúp tối đa hoá tiêu dùng {\displaystyle c}, và mang lại một tỷ lệ tiết kiệm tối ưu {\displaystyle s=1-c}. Đây là "vàng quy tắc" tối ưu điều kiện của Edmund Phelps đề xuất vào năm 1961.
{\displaystyle I=sY=(1-c)Y}
Với {\displaystyle I} mức độ đầu tư, {\displaystyle Y} là mức độ thu nhập và {\displaystyle s} tỉ lệ tiết kiệm hoặc phần trăm tiết kiệm trên thu nhập.
Phương trình thứ hai liên quan đến hành vi tiết kiệm của các hộ gia đình và ít trực quan hơn. Nếu hộ gia đình được tối đa hóa tiêu thụ của họ qua các giai đoạn thời gian, tại mỗi thời điểm họ cân bằng giữa lợi ích cận biên của mức tiêu thụ hiện nay với lượng tiêu thụ trong tương lai, hoặc tương đương, lợi ích cận biên của tiêu thụ trong tương lai với chi phí cận biên của nó. Bởi đây là một vấn đề liên thời gian có nghĩa một cân bằng các tỉ lệ chứ không phải mức. Có hai lý do tại sao các hộ gia đình thích tiêu thụ tức thì hơn là trong tương lai. Đầu tiên, họ giảm tiêu dùng trong tương lai. Thứ hai, vì các hàm hữu ích là dạng cầu lõm, trong khi các hộ gia đình thích một đường tiêu thụ trơn. Sự tăng hoặc giảm phần tiêu thụ làm giảm mức độ tiêu thụ trong tương lai. Vì vậy mối quan hệ sau đây sẽ mô tả sự liên quan tối ưu giữa các tỉ lệ biến. 
Tỉ lệ lợi nhuận trên tiết kiệm = tỉ lệ tiêu dùng đã chiết khấu – phần tram thay đổi của thỏa dụng cận biên nhân với sự gia tăng tiêu dùngrate of return on savings = rate at which consumption is discounted − percent change in marginal utility times the growth of consumption.
Phương trình toán học:
{\displaystyle r=\rho \ -\%dMU*{\dot {c}}\,}
Một nhóm các hàm thỏa dụng phù hợp với một trạng thái ổn định của mô hình này là các chức năng thỏa dụng đẳng đàn hồi hoặc các hàm thỏa dụng ngại rủi ro cố định (CRRA), được cho là:
{\displaystyle u(c)={\frac {c^{1-\theta }-1}{1-\theta }}\,}
Trong trường hợp đó ta có:In this case we have:
{\displaystyle \%dMU={\frac {\frac {d^{2}u}{dc^{2}}}{\frac {du}{dc}}}=-{\frac {\theta }{c}}}
Sau đó giải phương trình động lực trên cho sự gia tăng tiêu dùng, ta có:
{\displaystyle {\frac {\dot {c}}{c}}={\frac {r-\rho }{\theta }}\,}
Đây là phương trình động lực chính thứ hai của mô hình, và thường được gọi là "phương trình Euler"
Với phương trình sản xuất tân cô điển có lợi nhuận không đổi theo quy mô, tỉ lệ lãi, r, sẽ bằng năng suất biên của nguồn vốn cho mỗi công nhân. Một trường hợp cụ thể được đưa ra bởi hàm sản xuất Cobb-Douglas
{\displaystyle y=k^{\alpha }\,}
Trong đó hàm ý rằng tỷ lệ lãi gộp
{\displaystyle R=\alpha k^{\alpha -1}\,}
Do đó lãi suất ròng r
{\displaystyle r=R-\delta =\alpha k^{\alpha -1}-\delta \,}
Đặt {\displaystyle {\dot {k}}} và {\displaystyle {\dot {c}}} bằng 0, chúng ta có thể tìm được trạng thái cân bằng của mô hình này.

## Lịch sử
Spear và Young đã kiểm tra lại lịch sử phát triển của học thuyết phát triển tối ưu trong những năm 1950 và 1960, tập trung khai thác tính xác thực của sự phát triển độc lập và đồng thời trong công bố của Cass về "Tăng trưởng tối ưu trong mô hình tổng hợp của tích lũy vốn" (công bố năm 1965 trong "Xét lại những nghiên cứu kinh tế" (Review of Economic Studies) và phát biểu của Tjalling Koopman’s trong "Khái niệm tăng trưởng kinh tế tối ưu" (xuất bản trong tuần nghiên cứu về phương pháp tiếp cận kinh tế lượng để quy hoạch phát triển, năm 1965, Rome: Viện hàn lâm Giáo hoàng về Khoa học).
Trong cả cuộc đời mình, cả Cass và Koopmans đều không đề xuất rằng kết quả nghiên cứu của họ trong việc mô tả đặc trưng của tăng trưởng tối ưu tại một lĩnh vực hay mô hình tăng trưởng theo thời gian là một điều gì đó khác hơn việc "độc lập và đồng thời". Điều này đã dấy lên một tranh luận bởi có một chứng minh chỉ ra rằng trong bản công bố nghiên cứu của Koopmans, ông đã trích dẫn một chương từ luận án của Cass (mà sau đó, được công bố như một đề tài nghiên cứu). Trong luận văn của mình, Koopmans đã trình bày trong một chú thích rằng Cass đã tiến hành nghiên cứu độc lập trong cùng những điều kiện và cho ra kết quả tương tự Koopmans, và rằng Cass cũng cân nhắc những trường hợp hạn chế mà tỉ lệ chiết khấu xuống đến 0. Trong phần này, Cass ghi chú rằng "sau bản nghiên cứu ban đầu đã được hoàn tất, thì bản phân tích trùng hợp của Koopmans đã thật sự khiến chúng tôi bất ngờ. Chúng tôi đã đưa kết quả nghiên cứu của anh ấy vào thảo luận các trường hợp giới hạn, khi mà chỉ số chiết khấu xã hội hiệu quả xuống đến 0". Trong bài phòng vấn của Cass với tờ Macroeconomic Dynamics, ông đã tin tưởng Koopmans và thừa nhận rằng từ kết quả của nhà nghiên cứu này mà ông biết đến các nghiên cứu trước đây của Frank Ramseys. Ông cũng nói rằng ông lấy làm xấu hổ vì sự thiếu hụt kiến thức của mình, nhưng cũng không đả động gì đến việc thừa nhận cụ thể rằng các nghiên cứu của ông và Koopmans được tiến hành một cách độc lập. 
Spear và Young đã dựa vào sự việc trên, cùng với việc một bản nghiên cứu (đã bị bỏ qua) trước đó của Koopmans, tiền đề của bài thuyết trình đầy cảm hứng của ông sau đó tại Viện Hàn Lâm Giáo hoàng về Khoa Học vào tháng 10 năm 1963. Bài nghiên cứu này thực ra có một lỗi sai. Đó là khi Koopmans trình bày kết quả chính của nghiên cứu rằng phương trình Euler là điều kiện cần và đủ để mô tả quỹ đạo tối ưu trong mô hình, bởi bất kỳ kết quả nào của các phương trình Euler cũng đều không hội tụ về trạng thái ổn định tối ưu và đạt mức tiêu thụ bằng 0 hoặc ranh giới vốn 0 trong thời gian hữu hạn. Lỗi này, sau đó đã được trình bày tại hội nghị ở Vatican, mặc dù tại thời điểm Koopmans thuyết trình, không có ai bình luận về vấn đề này. Điều này có thể được lý giải là bởi vì các cuộc thảo luận sau mỗi lần trình bày nghiên cứu tại hội nghị Vatican đều được bảo lưu đầy đủ trong kho lưu trữ. 
Trong buổi thảo luận của Vatican về buổi thuyết trình của Edmond Malinvaud, vấn đề trên đã được dấy lên bởi nhận định của Malinvaud về "điều kiện trục hoành" (được Malinvaud gọi là Điều kiện I) trong bản nghiên cứu của mình. Cuối bài phát biểu, Koopmans hỏi Malinvaud xem liệu rằng có trường hợp Điều kiện I đơn giản củng cố cho các đáp án của phương trình Euler không hội tụ về trạng thái ổn định tối ưu, đạt mức ranh giới trong thời gian hữu hạn. Malinvaud trả lời rằng không có trường hợp đó xảy ra, và gợi ý cho Koopmans nhìn lại ví dụ với các phương trình hữu dụng logarit (log ulility fuctions) và hàm sản xuất Cobb-Douglass (Cobb-Douglas production functions). 
Trong điểm này, Koopmans rõ ràng nhận ra vấn đề của nghiên cứu, tuy nhiên, dựa vào phần phụ lầm gây khó hiểu trong bản tái bản sau đó của bài nghiên cứu, được phát hành sau hội nghị Vatican, ông dường như không thể xác định cách thức xử lý vấn đề mà Điều kiện I của Malinvaud đưa ra.
Từ bài phóng vấn Macroeconomic Dynamics, cùng với Cass, việc Koopmans gặp cố vấn luận văn của Cass, ông Hirofumi Uzawa, tại các buổi gặp mặt mùa đông của Cộng đồng kinh tế lượng vào tháng 1 năm 1964, đã giúp Koopmans có được lời khuyên của Uzama về việc học trò của ông (Cass) thực tế đã giải quyết được thiếu sót trong nghiên cứu của Koopmans. Uzama đã đưa cho Koopmans bản sao một chương luận án của Cass và ông được coi là cũng gửi kèm cùng một bản báo cáo kỹ thuật IMSSS mà Koopmans đã trích dẫn trong bản công bố nghiên cứu của mình. Từ "được coi" dùng với ý nghĩa là số báo cáo kỹ thuật được liệt kê trong trích dẫn của Koopmans có ngày phát hành báo cáo vào những năm đầu 1950, tuy nhiên điều này không đúng thực tế.   
Trong phần công bố nghiên cứu của Koopmans, ông đã áp dụng một Điều kiện Alpha mới, bổ sung thêm cho các phương trình Euler, chỉ ra rằng chỉ duy nhất những quỹ đạo được thừa nhận trong những đáp án thỏa mãn phương trình Euler là những kết quả có hội tụ để cân bằng trạng thái ổn định tối ưu của mô hình. Kết quả này được đưa ra từ nghiên cứu của Cass, thông qua việc áp dụng điều kiện trục hoành mà Cass rút ra từ những phần có liên quan trong cuốn sách của Lev Pontryagin, Vladimir Boltyansky, Revaz Gamkrelidze, và Evgenii Mishchenko (ru).[9] Spear và Young phỏng đoán rằng Koopmans đã vướng vào sai lầm này bởi ông không muốn "mượn" kỹ thuật trục hoành của bất kể Malinvaud hay Cass. 
Dựa vào sự kiện này cũng như những đóng góp khác của Malinvaud những năm 1950, đặc biệt là dự cảm của ông về tầm quan trọng của điều kiện trục hoành, Spear và Young đưa ra gợi ý rằng mô hình phát triển tân cô điển nên được gọi là mô hình Ramsey- Malinvaud- Cass hơn là tên gọi Ramsey- Cass- Koopmans như hiện nay.

## Trích dẫn
1. ↑  Ramsey, Frank P. (1928). "A Mathematical Theory of Saving". Economic Journal. Quyển 38 số 152. tr. 543–559. JSTOR 2224098.
2. ↑  Cass, David (1965). "Optimum Growth in an Aggregative Model of Capital Accumulation". Review of Economic Studies. Quyển 32 số 3. tr. 233–240. JSTOR 2295827.
3. ↑  Koopmans, T. C. (1965). "On the Concept of Optimal Economic Growth". The Economic Approach to Development Planning. Chicago: Rand McNally. tr. 225–287.
4. ↑  Collard, David A. (2011). "Ramsey, saving and the generations". Generations of Economists. London: Routledge. tr. 256–273. ISBN 978-0-415-56541-7.
5. ↑  Phelps, Edmund (1961). "The Golden Rule of Accumulation: A Fable for Growthmen". American Economic Review. Quyển 51 số 4. tr. 638–643. JSTOR 1812790.

## Tin ngoài
- Discussion of Ramsey's original paper by Orazio Attanasio trên YouTube